# São Vicente do Seridó
São Vicente do Seridó é um município brasileiro do estado da Paraíba. Está localizado na região do Seridó Oriental Paraibano. De acordo com estimativa do Instituto Brasileiro de Geografia e Estatística (IBGE), sua população em 2019 é de 10 775 habitantes, com área territorial de 264,675 km².

## História
O município tem duas histórias. Uma ligada à fundação do povoado de São Vicente e a outra do povoado Santo Antônio. 
Por volta de 1820, Manuel Barbosa e seu irmão José Barbosa, vieram da cidade de Patos, Sertão da Paraíba em busca de terras para se fixar. Cansados, eles pararam para descansar e no dia seguinte, viram que ali havia água e um rio que recebeu o nome mais tarde, de Rio Seridó. 
Os irmãos estudaram o lugar e resolveram que ali fundariam um povoado, que tempos depois deu origem a vila de Santo Antônio. Eles construíram uma pequena capela de pau a pique na margem esquerda do rio para venerar ao santo católico Santo Antônio. A atual imagem se encontra no museu de uma escola da cidade de Cubati - PB. 
Em 1870, o então Sítio Santo Antônio pertencia a senhora Maria Beata, que era uma grande criadora de bodes da região, onde já existiam algumas casas na referida propriedade. 
Por iniciativa dos moradores, foi instalada na comunidade uma bolandeira, para beneficiamento de algodão, já que a região era uma grande produtora de algodão. Isso foi o marco decisivo para o desenvolvimento do povoado. Muitos moradores se deslocaram para o local atraídos pela oferta de trabalho, onde construíram casas residenciais e comerciais.
Em 30 de março de 1938 o povoado de Santo Antônio passou a ser distrito do município de Soledade - PB. No dia 31 de dezembro de 1943 o distrito de Santo Antônio passou a ser chamado de Seridó e em 22 de dezembro de 1961, o distrito de Seridó foi desmembrado de Soledade, tornando-se município. 
Anos mais tarde, há 9 km do município, crescia e se desenvolvia o povoado com o nome de Chico, ao redor de uma casa de farinha, de propriedade do senhor André Mota, que depois foi vendida ao senhor Santo Vieira, que instalou uma mercearia no local. 
Anos depois o povoado passou a ser chamado de São Vicente, em homenagem a família de Antônio Vicente, antigo morador da comunidade que doou o terreno para a construção da Capela São Vicente Férrer e em 1958 sofreu modificações e foi ampliada, hoje a capela serve apenas realização de velório e ao lado foi construída uma igreja maior, e em 30/10/2024 foi elevada a condição de matriz, depois de quase trezentos anos finalmente a igreja católica cofundadora desse município vira paróquia. Diocese de Campina Grande
No dia 18 de janeiro 1962, foi criado o distrito de São Vicente pertencente ao município de Seridó e no dia 9 de janeiro de 1968, o distrito de São Vicente passou a ser a sede do município e o município a se chamar São Vicente do Seridó .

## Geografia
O município está incluído na área geográfica de abrangência do semiárido brasileiro, definida pelo Ministério da Integração Nacional em 2005. Esta delimitação tem como critérios o índice pluviométrico, o índice de aridez e o risco de seca.